# Guillermo López (conductor de televisión)
Guillermo Alejandro López (Buenos Aires, 27 de junio de 1969), conocido como Pelado López, es un comediante, reportero y conductor de televisión y radio argentino. Fue conductor de varios programas como CQC, Zapping, Lo sabe, no lo sabe, Antes que sea Tarde ¿Qué fue primero, el huevo o la gallina?, Santo sábado y Juego chino.

## Carrera

### Inicios
Previo a su etapa en la televisión, trabajo como vendedor para la empresa de chicles Adams. También estudió teatro con Agustín Alezzo. Trabajó en el Parque de la Costa como payaso en un espectáculo de circo e hizo un papel menor en Montaña Rusa.

### Caiga quien caiga
Fue reportero y notero del programa CQC hasta la edición de 2011 cuando asume como  coconductor junto a Ernestina Pais y Juan Di Natale por Telefe. En 2012, el programa vuelve a su emisora de origen, América TV, y asumió como conductor acompañado por Juan Di Natale. Para la edición de 2013, en El Trece, decidió no participar.

### Después de CQC y etapa como conductor
En paralelo a Caiga quien caiga, fue conductor desde 2007 de Zapping, transmitido también por Telefe, junto a Julieta Prandi hasta la temporada de 2011. A mediados de 2012 fue conductor del programa de entretenimiento Antes de que sea tarde, transmitido por América TV y a partir de octubre condujo el segmento Lo sabe, no lo sabe que a partir de la temporada de 2013 funcionó como programa independiente, en dicho programa conoció a la modelo Sofía Jiménez que hizo de coconductora junto con "Gonzalito" Rodríguez. En 2014 condujo una nueva temporada de Lo sabe, no lo sabe junto a Jujuy Jiménez, trasmitido por el mismo canal. En 2015, asumió la conducción de ¿Qué fue primero, el huevo o la gallina?, trasmitido por Telefe.

## Vida privada
En 2012, tuvo una relación con Sofía Garbarino, hija del dueño de la famosa empresa de electrodomésticos Garbarino, sin embargo la pareja se separó a fines del mismo año.
Desde 2013 hasta fines de 2017 estuvo en pareja con la modelo jujeña, Sofía Jiménez, más conocida como "Jujuy", quien lo acompañaba durante los programas Antes que sea tarde y en Lo sabe, no lo sabe.
El 13 de marzo de 2020 contrajo matrimonio con la productora Nella Ghorghor en una intima reunión con familiares y amigos en un predio del complejo Costa Salguero.

## Televisión
| Año       | Programa                                 | Canal                                                          |
| --------- | ---------------------------------------- | -------------------------------------------------------------- |
| 1992-1993 | La Banda del Golden Rocket               | Canal 13                                                       |
| 1994      | Montaña Rusa                             | Canal 13                                                       |
| 2005      | Casados con hijos                        | Telefe                                                         |
| 2000-2012 | CQC                                      | Canal 13 (2000-2005) Telefe (2006-2010) América TV (2011-2012) |
| 2007-2011 | Zapping                                  | Telefe                                                         |
| 2012      | Antes que sea Tarde                      | América TV                                                     |
| 2012-2014 | Lo sabe, no lo sabe                      | América TV                                                     |
| 2015      | ¿Qué fue primero, el huevo o la gallina? | Telefe                                                         |
| 2017      | Quiero vivir a tu lado                   | Eltrece                                                        |
| 2017      | Las puertitas del Sr. López              | Eltrece                                                        |
| 2018      | Todo por hoy                             | El Nueve                                                       |
| 2020-2021 | Santo sábado                             | América TV                                                     |
| 2021      | Santo especial                           | América TV                                                     |
| 2022      | Juego chino                              | Telefe                                                         |

## Radio
| Año           | Programa           | Emisora |
| ------------- | ------------------ | ------- |
| 2013-2021     | Ranking Yenny      | La 100  |
| 2022-presente | Todo queda en casa | La 100  |

## Premios y reconocimientos
- En mayo de 2023 la Legislatura de la Ciudad Autónoma de Buenos Aires lo declaró Personalidad Destacada de la Ciudad Autónoma de Buenos Aires en el ámbito de la cultura.[2]